# Torit
Torit est une ville du Soudan du Sud, capitale de l'État de l'Équatoria-Oriental.    

## Personnalités
1. Agnes Kwaje Lasuba, femme politique sud-soudanaise et ministre, y est née en 1948.